# Katedralskolan (Lund)
Pour les articles homonymes, voir Katedralskolan.
Katedralskolan (littéralement École cathédrale en suédois) est un lycée situé à Lund en Suède. L'école a été fondée en 1085 par le roi danois Knut IV de Danemark. C'est la plus vieille école de Scandinavie, et une des plus vieilles d'Europe du Nord.

## Histoire

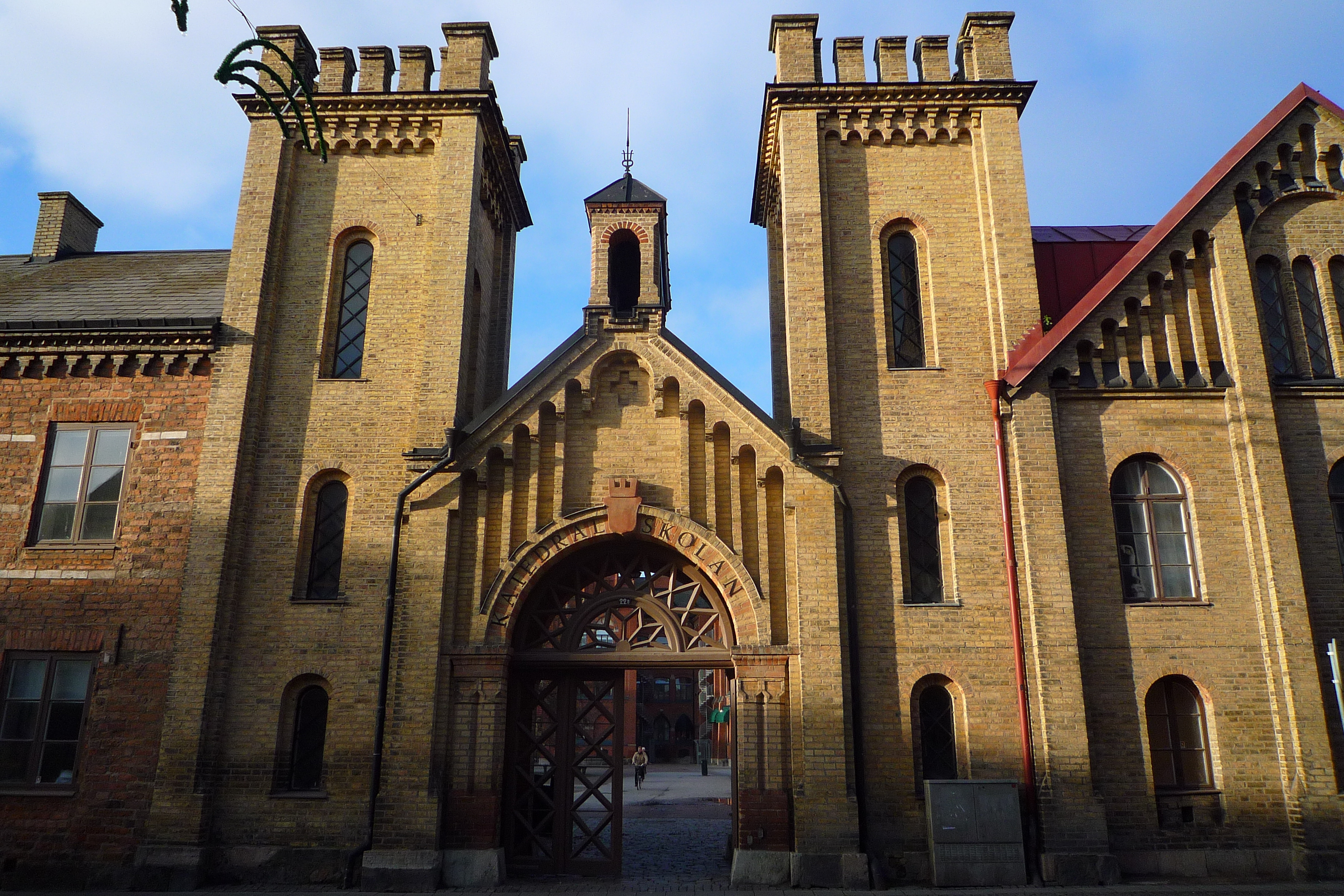
Le bâtiment Karl XII-huset

L'école fut fondée en 1085 par un don du roi danois Knut IV de Danemark (à cette époque, Lund était une ville danoise). C'était initialement une école cathédrale, c'est-à-dire une école dont la vocation était de former le clergé. Après le traité de Roskilde, où Lund et le reste de la Scanie fut transféré à la Suède, et durant la guerre de Scanie, l'école fut réduite à une simple école élémentaire avec seulement deux classes.
Pour ses 750 premières années d'existence, l'école était située juste à côté de la cathédrale de Lund. Cependant, en 1837, l'école acquérait les locaux entre Stora Södergatan et Grönegatan incluant le bâtiment Karl XII-huset (construit au XVIe siècle, lieu de résidence du roi Charles XII de Suède entre 1716 et 1718), considéré comme l'un des plus prestigieux bâtiments de Lund à cette époque. Le bâtiment principal fut construit en 1896 par l'architecte Alfred Hellerström.

## De nos jours
L'école est un lycée depuis 1971. Il y a environ 1 400 étudiants, répartis dans 5 programmes : sciences naturelles, sciences sociales, langues vivantes, histoire et baccalauréat international.